# Кузьміна Світлана Леонідівна
Кузьміна Світлана Леонідівна (нар. 27 лютого 1962, с. Укромне Сімферопольського району Кримської області, нині АР Крим) — український філософ, педагог, директорка навчально-наукового інституту філології та журналістики Таврійського національного університету імені В. І. Вернадського.

## Освіта
Закінчила Сімферопольський університет (1986).

## Викладацька діяльність
Упродовж 1994—2014 рр. — у Таврійському національному університеті (Сімферополь). Від 2017 року — у Таврійському національному університеті імені В. І. Вернадського (Київ).

## Наукова діяльність
Вивчає історію вітчизняної освіти і філософії освіти 19 — поч. 20 ст., методологію історико-філософських досліджень процесів розвитку філософсько-педагогічної думки. Авторка низки статей в енциклопедії " Київська духовна академія в іменах: 1819—1924 ".

## Вибрані праці
Філософсько-педагогічна концепція П. Д. Юркевича. К., 2002
Філософія освіти та виховання в київській академічній традиції ХІХ — початку XX ст. Сф., 2010.
Філософія освіти в Україні: що кажуть архівні джерела // ФД. 2010. № 6.
Початкова освіта: погляд київської духовно-академічної спільноти ХІХ — початку XX ст. // Тр. Київ. духов. академії. 2012. № 17.
Свобода і мистецтво влади у філософії виховання київської академічної традиції XIX— початку XX ст. // Практ. філософія. 2013. № 1; Методология советской педагогики: игры в науку с тоталитарной идеологией // Гілея. 2014. Вип. 81.
Індивідуальність як категорія філософії виховання у київській духовно-академічній традиції XIX ст. // Магістеріум. Вип. 55: Істор.-філос. студії. К., 2014.